# Tellmann Gottfried
Tellmann Gottfried (Sáros (Nagysinkszék), 1813. január 26. – Kismarton, 1880. szeptember 11.) orvos- és sebészdoktor, városi főorvos.

## Élete
Sároson született, ahol apja evangélikus lelkész volt; tanult a segesvári gimnáziumban és a bécsi egyetemen 1832-től 1838-ig, ahol orvosdoktorrá avatták. 1839-től Nagyszebenben volt gyakorlóorvos, egyszersmind a város főorvosa, a nagyszebeni Ferenc József polgári kórház igazgatója; később nyugalomba vonult. 1866-ban királyi tanácsosi címet nyert. Meghalt 1880. szeptember 11-én Kismartonban, és Nagyszebenben temették el.

## Munkája
- Dissertatio inaug. medico-practica de Epistaxi. Vindobonae, 1838.